# Sidqi Ruhulla

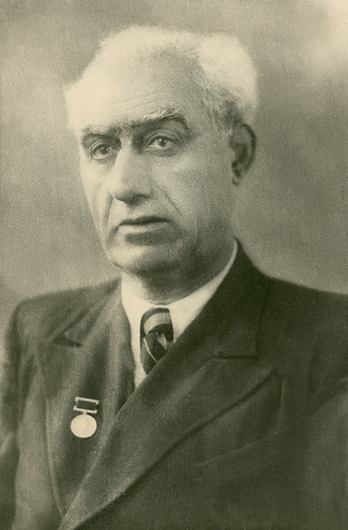
Sidqi Ruhulla

Ruhulla Fətulla oğlu Axundov, genannt Sidqi Ruhulla (eingedeutscht Sidgi Ruhulla; * 28. März 1886 in Baku, Gouvernement Baku, Russisches Kaiserreich; † 5. Mai 1959 ebenda, Aserbaidschanische SSR, UdSSR) war ein aserbaidschanisch-sowjetischer Schauspieler und Theaterregisseur. Er wurde mit dem Titel "Volkskünstler der UdSSR" ausgezeichnet.

## Leben
Nach dem Schulabschluss und dem Tod seines Vaters im Jahr 1904 versuchte Ruhulla in Moskau ein Schauspielstudium aufzunehmen, musste jedoch wegen finanzieller Engpässe wieder nach Baku zurückkehren.
1906 lernte Ruhulla den jungen Bühnendarsteller Hüseyn Ərəblinski kennen. Die enge Zusammenarbeit mit Ərəblinski spielte eine entscheidende Rolle in seiner künftigen Karriere. Von ihm und von Cahangir Zeynalov, dem Gründer des aserbaidschanischen nationalen realistischen Theaters, erlernte Ruhulla die Schauspielkunst und nutzte dabei die Erfahrung der russischen Theatertradition.
Zu Beginn des 20. Jahrhunderts wurden im aserbaidschanischen Theater weibliche Rollen durch Männer dargestellt. Das Bühnendebüt von Ruhulla erfolgte im Jahr 1908, als er in der Rolle von Telli bei der Aufführung der Komödie "Adı var, özü yox" (Es hat nur den Namen) des aserbaidschanischen Dramaturgen Nəcəf bəy Vəzirov auftrat. Die Regie wurde von Ərəblinski geführt. 
In den darauffolgenden Jahren trat Ruhulla in vielen Theaterstücken in Georgien, Zentralasien, Nordkaukasus und im Iran auf. Von 1912 bis 1916 arbeitete er in Gəncə, wo er seine Fähigkeiten als Regisseur unter Beweis stellte. Er setzte unter anderem die berühmten Werke von Üzeyir Hacıbəyov "Leyli va Madschnun" (1912) und "Wenn nicht jene, dann eben diese" (1913) in die Szene.
Seine Regisseurtätigkeiten setzte Ruhulla 1916 auch in Usbekistan fort. Mit seiner Regieleitung fanden in Taschkent die Aufführungen der Opern "Leyli va Madschnun", "Asli und Kerem" sowie der Operette "Arschin mal alan" von Hacıbəyov statt. Dadurch trug er zur Entstehung des usbekischen Musiktheaters bei.
Nach der Gründung der Sowjetmacht in Aserbaidschan wurde Ruhulla zum führenden Darsteller im Aserbaidschanischen Dramatheater (heute Staatliches akademisches nationales Dramatheater). Insgesamt spielte er in mehr als 300 verschiedenen Theaterstücken, wirkte aber auch an Opern und Operetten mit. In seiner gesamten Laufbahn trat er in über 250 Städten auf.
1938 wurde Ruhulla der Titel "Volkskünstler der Aserbaidschanischen SSR" und 1949 Volkskünstler der UdSSR" verliehen.
Er starb 1959 in Baku und wurde auf der Ehrenallee "Fəxri Xiyaban" beigesetzt.